# Championnats d'Europe de skeleton 2011
Navigation
Édition précédente Édition suivante
Les championnats d'Europe de skeleton 2011, dix-septième édition des championnats d'Europe de skeleton, ont lieu les 22 et 23 janvier 2011 à Winterberg, en Allemagne. L'épreuve masculine est remportée par le Letton Martins Dukurs devant les Russes Sergey Chudinov et Aleksandr Tretyakov tandis que la Britannique Shelley Rudman gagne l'épreuve féminine devant l'Allemande Anja Huber et la Britannique Amy Williams.